# Clinton D. Burdick
Clinton DeWitt Burdick (26 tháng 7 năm 1924 – 17 tháng 2 năm 2013) là một phi công người Mỹ thuộc Liên đoàn Chiến đấu số 356 trong Thế chiến II. Ông là con trai của phi công Howard Burdick, người được công nhận với 8 chiến công trên không.

## Đầu đời
Burdick sinh ngày 26 tháng 7 năm 1924 tại Brooklyn.

## Binh nghiệp
Ông chịu ảnh hưởng từ cha mình nên đăng ký vào Chương trình Học viên Sĩ quan Hàng không của Không lực Lục quân Hoa Kỳ, ông tham gia vào ngày 21 tháng 10 năm 1942. Ông được huấn luyện cơ bản ở Fort Worth, Texas, tại đây ông điều khiển chiếc BT-13 và tiếp tục huấn luyện nâng cao, ông được huấn luyện trên chiếc AT-6. Vào ngày 12 tháng 3 năm 1944, Burdick được sắc phong hàm thiếu úy và được trao phù hiệu phi công tại Căn cứ Không quân Foster ở Texas. Sau khi tốt nghiệp, ông theo học trường bắn pháo trên không trên đảo Matagorda, tại đây ông điều khiển chiếc P-40 Warhawk.

### Thế chiến II

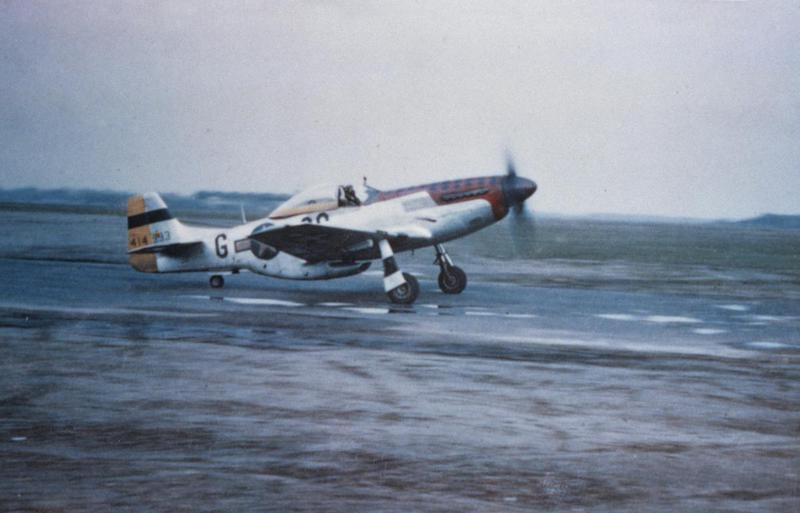
P-51 Mustang của Liên đoàn Chiến đấu số 356

Vào tháng 9 năm 1944, ông được phân công vào Phi đoàn Chiến đấu số 361, Liên đoàn Chiến đấu số 356 tại Không quân Hoàng gia Martlesham Heath ở Anh, ông thực hiện các nhiệm vụ tại chiến trường châu Âu trong Thế chiến II.
Khi điều khiển chiếc P-47 Thunderbolts, Burdick thực hiện nhiệm vụ chiến đấu đầu tiên vào ngày 6 tháng 11 năm 1944, và trong cùng tháng này, Liên đoàn Chiến đấu số 356 đổi thành chiếc P-51 Mustang. Khi điều khiển chiếc P-51, ông lập chiến công trên không đầu tiên vào ngày 5 tháng 12, khi bắn hạ một chiếc Focke-Wulf Fw 190 và làm hư hại một chiếc Fw 190 khác ở phía đông bắc Berlin. Vào ngày 14 tháng 1 năm 1945, những chiếc P-51 của Liên đoàn số 356 đụng độ với 15 đến 20 chiếc Fw 190, phía tây nam Hồ Dümmer. Trong trận không chiến, Burdick đã bắn hạ hai chiếc Fw 190 và làm hư hại hai chiếc máy bay khác.
Burdick trở thành phi công ách vào ngày 20 tháng 2, khi ông bắn hạ ba chiếc Fi 156 (trong đó một chiếc là chiến công chung) trên bầu trời Bayreuth, đây cũng là chiến công cuối cùng của ông trong chiến tranh. Điều này khiến Burdick và Howard trở thành cặp cha con duy nhất được trao huy hiệu phi công ách. Burdick thực hiện nhiệm vụ chiến đấu cuối cùng vào ngày 20 tháng 2.
Trong Thế chiến II, Burdick được công nhận là đã bắn phá hủy 5,5 máy bay quân địch trong trận không chiến cộng với 3 chiếc bị hư hại, 1 chiếc bị phá hủy chung và 1 chiếc bị phá hủy trên mặt đất, khi thực hiện 53 nhiệm vụ chiến đấu trong chiến tranh. Trong lúc ở Liên đoàn số 356, ông điều khiển chiếc P-51D mang tên "DoDo". Burdick là một trong năm phi công ách duy nhất trong Liên đoàn số 356.

## Đời tư
Burdick và vợ Connie có một con trai và một vài người cháu.
Sau khi Thế chiến II kết thúc, Burdick giải ngũ năm 1946. Ông theo học tại Viện Công nghệ Massachusetts (MIT), ông tốt nghiệp với bằng Cử nhân kỹ thuật hàng không năm 1950. Năm 1952, ông tốt nghiệp từ MIT với bằng Thạc sĩ về kỹ thuật hàng không. Ở tuổi 25, cha mẹ Burdick ly hôn và cha ông chuyển đến California rồi tái hôn. Năm 1963, ông chuyển đến cư trú ở Los Angeles và cuối cùng hai cha con hòa thuận với nhau. Burdick làm việc trong ngành hàng không và công nghiệp điện tử cho đến khi nghỉ hưu vào năm 1989.
Ông qua đời vào ngày 17 tháng 2 năm 2013, ở tuổi 88.

## Thành tích
| Thời gian         | Vị trí         | Không trung/Mặt đất | Số  | Loại   | Tình trạng |
| ----------------- | -------------- | ------------------- | --- | ------ | ---------- |
| 25 tháng 11, 1944 | Zwickau, Đức   | Mặt đất             | 1   | Fw 190 | Phá hủy    |
| 5 tháng 12, 1944  | Berlin, Đức    | Không trung         | 1   | Fw 190 | Phá hủy    |
| 5 tháng 11, 1944  | Berlin, Đức    | Không trung         | 1   | Fw 190 | Hư hại     |
| 14 tháng 1, 1945  | Hồ Dümmer, Đức | Không trung         | 2   | Fw 190 | Phá hủy    |
| 14 tháng 1, 1945  | Hồ Dümmer, Đức | Không trung         | 2   | Fw 190 | Hư hại     |
| 20 tháng 2, 1945  | Bayreuth, Đức  | Không trung         | 2.5 | Fi 156 | Phá hủy    |

Tất cả thông tin về máy bay quân địch bị hư hại và phá hủy từ Stars and Bars.

## Huy chương
Huy chương bao gồm:
| Huy hiệu Phi công Không quân Hoa Kỳ                                                                   |                                                                                       |
| | Huy chương Thập tự Xuất sắc                                                           |
| Silver oak leaf cluster · Bronze oak leaf cluster · Bronze oak leaf cluster · Bronze oak leaf cluster | Huy chương Không quân cùng 1 cụm lá sồi bạc và 3 đồng                                 |
| | Huy chương Hạnh kiểm tốt                                                              |
| | Huy chương Chiến dịch Mỹ                                                              |
| Bronze star · Bronze star · Bronze star                                                               | Huy chương Chiến dịch Châu Âu – Châu Phi – Trung Đông cùng 3 ngôi sao chiến dịch đồng |
| | Huy chương Chiến công Thế chiến II                                                    |

  Huy chương Đơn vị Tổng thống
- Huy chương vàng Quốc hội (2015)[7]